# Pietro Francesco Friazine
Pietro Francesco Friazine ou Piotr Friazine ou Piotr Frentchoujko Friazine est un architecte italien qui a travaillé en Russie au XVIe siècle, au service du tsar Vassili III. Ses années de décès et de naissance ne sont pas connues. Il est surnommé Friazine comme les autres architectes italiens immigrés en Russie.
On croit qu'il est arrivé dans la Rus' en 1494, amené par les ambassadeurs Manuel Angelov et Daniil Momyrev,. Pietro Francesco construit dans les années 1509 à 1511 la citadelle en pierre du kremlin de Nijni Novgorod.
Les débuts de sa construction datent de 1508 et elle s'est terminée en 1515:8
La chronique dit que:
« 
Durant l'été  7017 (comput byzantin équivalent à l'an 1509), le tsar, grand-prince Vassili III Ivanovitch a demandé à Pietro Francesco de venir de Moscou à Nijni Novgorod pour organiser le creusement de fossés et l'érection de murs en pierre autour de la ville ainsi que la renforcement de la tour Dmitrovskaïa du Kremlin de Nijni Novgorod »
.

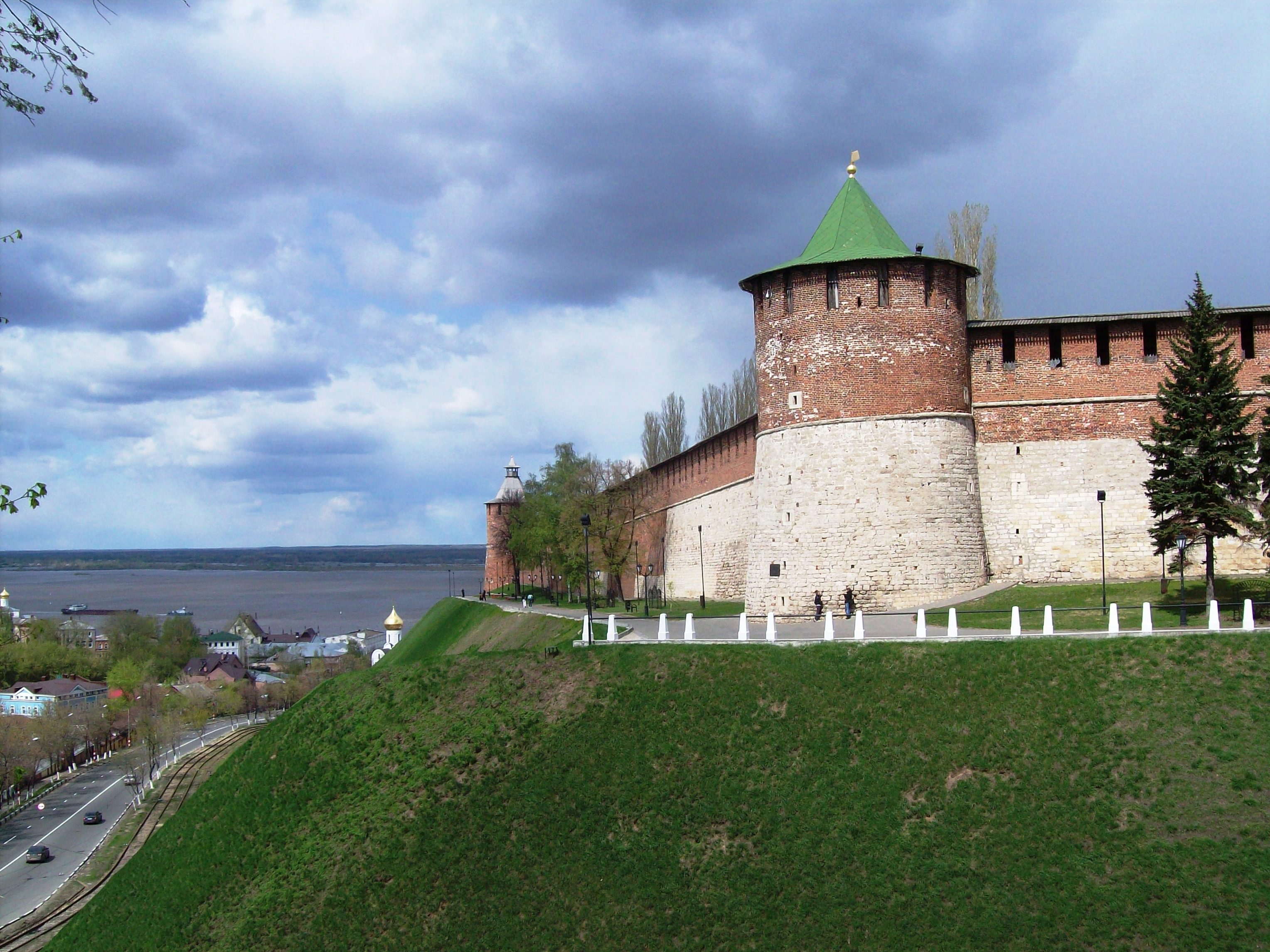
Tour Koromyslova du kremlin de Nijni Novgorod
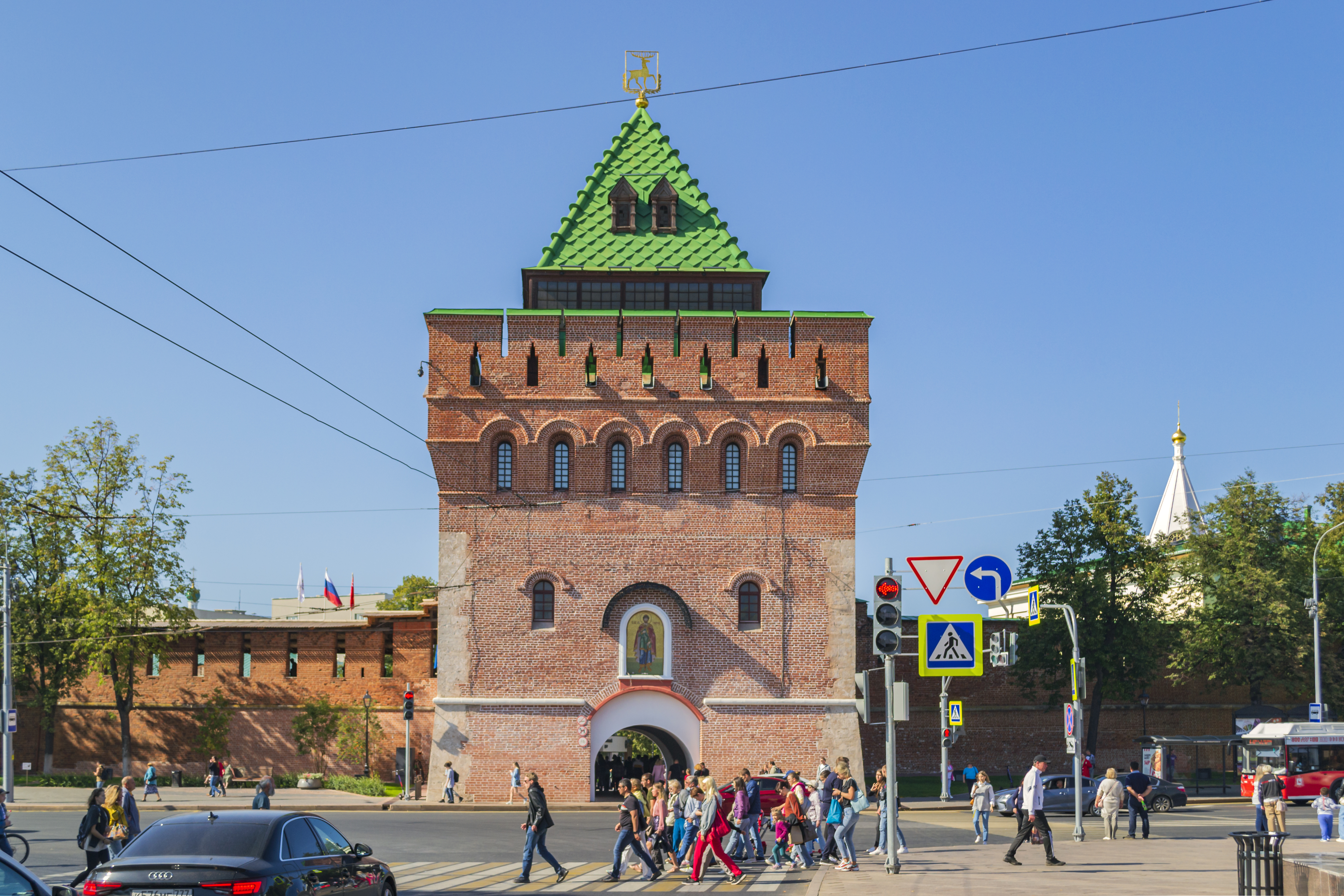
Tour Dmitrovskaïa au kremlin de Nijni Novgorod